# The Bond Boy
The Bond Boy is een Amerikaanse dramafilm uit 1922 onder regie van Henry King. De film werd destijds in Nederland uitgebracht onder de titel De slavenjongen.

## Verhaal
John Newbolt gaat werken bij de landbouwer Isom Chase om zijn arme moeder uit de nood te helpen. Chase is een wreedaardige baas, die bovendien zijn vrouw Ollie mishandelt. Zij staat op het punt om ervandoor te gaan met een handelsreiziger. Uit godsdienstige overtuiging wil John haar die gedachte uit het hoofd praten. Hun gesprek wordt opgevangen door Chase, die gelijk denkt dat ze samenspannen tegen hem. 

## Rolverdeling
| Acteur              | Personage                    |
| ------------------- | ---------------------------- |
| Richard Barthelmess | Peter Newbolt / John Newbolt |
| Charles Hill Mailes | Isom Chase                   |
| Ned Sparks          | Cyrus Morgan                 |
| Lawrence D'Orsay    | Kolonel Price                |
| Bob Williamson      | Advocaat Hammer              |
| Leslie King         | Officier van justitie        |
| Jerry Sinclair      | Sheriff                      |
| Tom Maguire         |                              |
| Lucia Backus Seger  |                              |
| Virginia Magee      | Alice Price                  |
| Mary Alden          | Mevrouw Newboat              |
| Mary Thurman        | Ollie Chase                  |